# بالقرآن اهتديت 2
بالقرآن اهتديت 2 هو برنامج تلفزيوني ديني بث لأول مرة في شهر رمضان من إنتاج عام 2015 قدمه الشيخ فهد الكندري وأخرجه أحمد عزب وأعده يوسف الأنصاري وأنتجه سعود العون وتم تصويره في اليابان.

## التعريف بالبرنامج
برنامج بالقرآن اهتديت 2 هو الجزء الثاني لبرنامج بالقرآن اهتديت موضوع البرنامج يَحكي قصص اعتناق بعض الغرب للإسلام ويسلط الضوء على من دخل الإسلام بسبب آيات من القرآن سمعوها أو قرؤوها، وعلاقة هدايتهم بالقرآن الكريم. يلتقي الشيخ فهد الكندري في كل حلقة بأحد هؤلاء المهتدين الجدد الذين دخلوا إلى الإسلام حديثاً، لِيوضح للمشاهدين مدى تأثير إحدى الآيات عليهم، ويستعرض الكندري خلال الحلقة أخلاق القرآن.